# 窓からはい出せ
「窓からはい出せ」（Can You Please Crawl Out Your Window?）は、ボブ・ディランが作詞・作曲・歌唱した楽曲。原題には You にアンダーラインがある。1965年12月8日にシングルとしてリリースされ、ビルボード Hot 100で58位、全英シングルチャートで17位を記録した。

## 解説
当初、手違いで "Positively 4th Street" とレーベルに誤印刷されたものが出回り、すぐに回収された。アル・クーパー、マイク・ブルームフィールドらと録音された正規バージョンも早々に回収された。
1965年11月30日、ディランはホークス（後のザ・バンド）とともにニューヨークのコロムビア・レコーディング・スタジオに入った。ただしドラムのリヴォン・ヘルムが脱退した直後だったため、ボビー・グレッグが代わりに参加した。またポール・グリフィンがピアノで参加した。「ジョアンナのヴィジョン」と本作が録音された。この日の「窓からはい出せ」のバージョンは同年12月8日にシングルとして発売された。新旧バージョンともモノ、ステレオ、別テイクなど少なくとも4種類が存在し、アルバム『バイオグラフ』（1985年）には Hawks Version (Mono Mix) が採用されている。 
ジミ・ヘンドリックス・エクスペリエンスがBBCの番組用に本作品をカバーしている。録音日は1967年10月17日。ヘンドリックスのバージョンは1998年に発売されたアルバム『BBC Sessions』で聴くことができる。